# Sluysi csata
A sluysi csatát 1340. június 24-én vívták meg az angolok és a franciák. A tengeri ütközet, amely hatalmas angol győzelmet hozott, a százéves háború nyitánya volt. A csatát a Zwin-csatornában, Sluys (ma Sluis) kikötőjéhez közel vívták. A terület ma a holland Zwin Nemzeti Park része, a folyó egykori torkolata, ahol a hajók megütköztek, ma szárazföld.

## Előzmények
Anglia és Franciaország viszonya az 1330-as években folyamatosan romlott.  Fülöp beavatkozott a skót függetlenségi háborúba is, majd menedéket nyújtott az angolok elől menekülő II. Dávid skót királynak. 1337-ben VI. Fülöp francia király elkobozta III. Eduárd angol király franciaországi birtokait, mondván, megszegte vazallusi kötelezettségeit.
Eduárd, miután elég erősnek érezte angliai helyzetét, francia királlyá nyilvánította magát azon az alapon, hogy akárcsak VI. Fülöp, ő is III. Fülöp francia király leszármazottja, és csak egy kétes jogszabály, a száli törvény alapján zárták ki az öröklésből. A király úgy döntött, hogy erővel indul a koronáért.
A háború rosszul kezdődött az angoloknak a tengeren. 1338-ban a franciák sikerrel támadták az angol hajókat és a part menti településeket. Márciusban felgyújtották Portsmouth-t. A támadó flottába a franciákkal szövetséges Kasztília és Genova is küldött gályákat. Augusztusban a kasztíliaiak a Vizcayai-öbölben megtámadtak egy angol konvojt, és elfoglaltak két hajót.
Áprilisban William Morley, Morley 3. bárója, az északi flotta admirálisa 63 hajóval Flandria felé indult. A part közelében megtámadtak egy ellenséges konvojt, amelyet genovai gályák kísértek. A hajókat egészen Sluys kikötőjéig üldözték, de közben semleges, flamand és spanyol bárkákat is elsüllyesztettek, megnehezítve III. Eduárd kísérletét arra, hogy erős franciaellenes szövetséget kovácsoljon össze. A hazafelé vezető úton az angolok összevesztek a zsákmányon, és több hajó elhagyta a flottát. Júliusban Morley elzavart az angol partok közeléből egy francia–genovai egységet, amely a délkeleti városok ellen indult. A flotta részt vett Eduárd 1339–1340-es németalföldi akciójában is.
Az angolok helyzetét nehezítette, hogy a skótok is támadásokat indítottak az északi angol várakba, helyőrségekbe tartó hajók ellen. Júliusban a skótok lezárták a Tay-folyót, Cupar és Perth helyőrségét pedig megadásra kényszerítették.
Szeptemberben a genovaiak elfoglalták Guernseyt. Elfogtak öt angol hajót, köztük a flotta két nagy egységét, a Christophert és az Edwardot. Október 5-én egy francia–genovai egység rajtaütött Southamptonon, és lángba borította. Az év végéig más parti városok is hasonló sorsra jutottak. Az angol kikötőkben pánik uralkodott, és a királynak nem volt olyan flottája, amelyet fel tudott volna vonultatni a gályák ellen. Eduárd felszólította a part menti városokat, hogy készüljenek fel a támadásokra.
1339. márciusban Carlo Grimaldi 17 gályával, 35 normann bárkával és a Christopher koggéval (fedélzetükön nyolcezer katonával) egy sor támadást hajtott végre a La Manche-on. Megtámadta az angol utánpótlás szempontjából kulcsfontosságú Jerseyt, de nem sikerült elfoglalnia. Ezután katonákat vitt Guernseyre, majd a francia szárazföldön, a Garonne partján elfoglalta Bourg és Blaye erődítményeit. Ayton Doria genovai parancsnok Harwich városát és a Bristol-csatorna forgalmát támadta, később teljesen lerombolta Hastingset. Megpróbálta elfoglalni Plymouth-t is, de visszaverték.
1339 nyár végén vagy ősz elején számos genovai hajó elhagyta a francia flottát, ugyanis a korona késlekedett zsoldjuk kifizetésével. Szeptemberben forradalom tört ki a Genovai Köztársaságban, és a korábbi franciabarát vezetés helyett Simon Boccanegra kezébe került a hatalom. A maradék francia flotta Sluyshoz hajózott, hogy megzavarja az angol heringhalászokat Great Yarmouth-nál, de az erős szél szétszórta őket. 1339 végén Carlo Grimaldi visszahajózott Marokkóba a gályákkal, ami lehetőséget adott Morley-nak a part menti portyázásra. 1340 januárjában angol tengerészek elfogtak egy francia hajót, és a foglyul ejtett kereskedők elárulták, hogy Boulogne kikötőjében 18 partra húzott gálya várakozik. Január 14-én az angolok lecsaptak a kikötőre. Kis hajókon, a köd rejtekében észrevétlenül hatoltak be, elfoglalták az alsóvárost, felgyújtották a gályákat és a parti raktárakat.
A franciákat érzékenyen érintette a gályák elvesztése. Mindössze négy saját hadihajójuk maradt; ezek Leure-nél, a Szajna torkolatában horgonyoztak. 1340 telén az angolok és a franciák is megbízottakat küldtek Genovába. A franciáknak sikerült bérbe venniük néhány gályát és valamennyi számszeríjászt, de az angolok lefizették a hajók kapitányait, hogy ne tegyenek semmit a franciák érdekében. A vesztegetést valószínűleg Eduárd Bordeaux-i kapitánya, a genovai Niccolo Usomare intézte.
Fülöp szolgálatában két gálya felállításához elegendő genovai tengerész maradt. Ezek parancsnoka egy kalóz, Pietro Barbavera lett, de a francia parancsnokok nem bíztak benne. A franciáknak volt még 22 nagy, de kevésbé erőteljes evezős bárkája — ezek többségük Abbeville-nél és Dieppe-nél várakozott. A Boulogne-i akció sikere alkalmatlanná tette őket támadó manőverekre, így a háború kitörése óta először elvesztették az uralmat a Csatorna és az Északi-tenger felett.
Ezt érzékelve az angolok újabb támadásokat intéztek a francia kikötők ellen. 1340 januárjában megrohanták Dieppe-t, majd májusban Le Tréportot és  Merst. Februárban Eduárd Németalföldről visszatért Angliába. A hadihajók elvesztésével a francia flotta alkalmatlanná vált az angol kikötők blokádjára, vagy egy nyílt tengeri ütközet sikeres megvívására. A franciák úgy számoltak, hogy egyetlen lehetőségük maradt az invázió megakadályozására, ha az angolokéhoz hasonló, kereskedelmi hajókból álló flottát állítanak fel, amely valamelyik nagy flandriai folyó torkolatában várja be a támadókat. A döntés 1340 január-februárjában született meg, a konfiskálás február 12-én kezdődött Pikárdia és Normandia kikötőiből. Az angolokkal ellentétben a kormány azonnal, bőkezűen fizetett a lefoglalt hajókért, de a háború költségeinek jelentős részét a Normandiára kivetett adókból akarta fedezni.
A 202 egységből – hét királyi vitorlás, hat gálya, 22 evezős bárka és 167 besorozott kereskedelmi hajó – álló francia flotta májusban Sluysba hajózott. A hajókon 19 ezer katona és tengerész készült az angol invázió visszaverésére, de közülük kevés volt harcedzett katona. Számszeríjászuk mindössze 500, páncélos lovagjuk 150 volt.

## Készülődés a partraszállásra
1340. január 23-án tanácskozást tartott az angol királyi tanács a fő kikötők hajóskapitányaival. Egyetértettek abban, hogy a németalföldi kikötők elvesztése óta a francia hajók legfeljebb a déli városokra jelentenek veszélyt, az Északi-tengeren nem bocsátkozhatnak nagyobb ütközetbe. A nyugati országrész városai beleegyeztek abba, hogy hetven száztonnás vagy annál nagyobb hajót bocsássanak a korona rendelkezésére. Az Öt Kikötő (Cinque Ports) városai (Hastings, New Romney, Hythe, Dover és Sandwich) húsz hajót ajánlottak fel, London kilencet. Utóbbiak költségeit fele-fele részben a városi tanács és az uralkodó állta. A megállapodást a parlament is jóváhagyta.
Február 12-én adták ki a parancsot, hogy a hajók Dartmouthban és Winchelsea-ben gyülekezzenek, a határidő március 26. volt. Március 6-án utasítást adtak ki kisebb, általában csak szállításra alkalmas vízi járművek rekvirálására. Áprilisban mindkét flottát a Rye-öbölbe vezényelték.
Ebben az időben az uralkodóknak általában nem volt állandó flottájuk, hanem szükség esetén kereskedőhajókat soroztak be. Ezeket védelmi berendezésekkel látták el, majd íjászokat és páncélos gyalogosokat helyeztek el rajtuk. A kor fő kereskedelmi hajótípusa az egyárbócos kogge volt; ilyenekből állt az angol had gerince is. Eduárd hajóinak többségét általában a kenti Öt Kikötő adta, amiért ezek a városok kereskedelmi és önkormányzati előjogokat kaptak.
A genovai és kasztíliai hajók ellen Eduárdtól negyven velencei gályát is szeretett volna bérelni, de a köztársaság megtagadta a kérést. Nem járt sikerrel az avignoni pápai államnál sem — többek között azért, mert a franciák (a diplomáciai mentesség szabályait megszegve) elrabolták Eduárd megbízottját, Nicolino Fieschit. Ez éles vitát váltott ki a pápai állam és a franciák között. Utóbbiak végül júniusban elengedték a követet, de ekkor már túl késő volt a bérlet megkötéséhez.  Németalföld azonban felállított egy kisebb kontingenst.
Áprilisra indulásra készen állt a több kikötőben összegyűlő flotta, de a támadást elhalasztották. Májusban hírek érkeztek arról, hogy a franciák megtámadták Hainaut grófságot, és a szárazföldi szövetségesek angol segítséget kértek. Május 4-ére csak Yarmouth és az Öt Kikötő hajóraja érkezett meg a kijelölt helyszínre, Sandwich és Orwell közelébe. A Londonba érkező walesi csapatok kénytelenek voltak hazamenni, mert sem hajó, sem élelem nem várta őket. Az indulást ismét lefújták. Május 16-án összeült a királyi tanács, és elrendelte, hogy a hajók június 12-ig gyűljenek össze.
Június 4-én Eduárd ismét találkozott tanácsadóival Ipswichben. A francia hadi készülődés mértékéről nem tudtak, és úgy határoztak, hogy kiküldenek egy kisebb flottát szövetségeseik megsegítésére. Negyven hajót szereltek fel. Mire a kisebb angol flotta kifutott volna, a franciák már elhaladtak Calais mellett.
A francia hajóhad vezetését a király két közismerten bátor lovagra, Hugues Quiéretre és Nicolas Béhuchet-re bízta. Nevéből ítélve az előbbi valószínűleg breton volt, így érthetett a hajózáshoz. Június 8-án érték el Sluyst. Elfoglalták Cadzand-szigetet, majd Sluys kikötőjével szemben lehorgonyoztak a Zwin-folyón. A gyorsan terjedő hír pánikot okozott a németalföldi part menti városokban.
Az angol kormány két nap múlva értesült a francia hajóhad felvonulásáról. A király több tanácsadója – köztük John de Stratford canterbury érsek, a kancellár – úgy vélte, hogy ekkora flotta ellen nincs esélyük. Az érsek soha nem támogatta Eduárd expedíciós terveit, mert féltette az angol partokat, a flottát, a kincstárt és magát a királyt. Úgy vélekedett, hogy inkább lépjenek ki a szövetségből, minthogy Anglia királya meghaljon vagy fogságba kerüljön. A flotta két legmagasabb rangú parancsnoka, Robert Morley és John Crabbe is a támadás lefújása mellett állt ki. Eduárd azzal vádolta meg kormányának tagjait, hogy meg akarják rémiszteni.
„Átszelem a tengert, és azok, akik félnek, itthon maradhatnak” — mondta az uralkodó, aki elhatározta, hogy nem hagyja magára szövetségeseit. A kancellár lemondott;  utódja fivére, Robert Stratford chichesteri püspök lett. Sikerült Eduárdot rábeszélni az indulás néhány napos elhalasztására, hogy több hajóval bonthasson vitorlát. Úgy döntöttek, nem visznek magukkal lovakat, hogy több gyalogosnak jusson hely. A kikötőket utasították, hogy minden 40 tonnánál nehezebb hajót szolgáltassanak be. Eduard személyesen konfrontálódott Great Yarmouth hajósaival, akik feleannyi vízijárművet adtak át, mint 1338-ban. Eduárd Robert Uffordot, Suffolk grófjának fiát száz emberrel felderítésre küldte Flandriába.
A kormányzat szigorú fellépése meghozta a várt eredményt: a közeli kikötők kiürültek, minden hajó a gyülekezőhelyre tartott. Megérkezett a déli partvédő flotta is, hiszen a francia hajók már az Északi-tengeren voltak, így az angol partokon nem kellett tőlük tartani. A június 20-áig beérkezett hajók pontos számát nem tudni; de a korabeli források 120-160 közé becslik. Eduárd a Thomas koggét választotta zászlóshajónak.

## A csata
Az angol flotta terve az volt, hogy felhajózik egészen Brugge-ig, és ott partra teszi a szárazföldi csapatokat. A hajók egy része, köztük a király koggéja június 20-án hajózott ki Ipswich-ből. Menet közben csatlakozott hozzá sir Robert Morley, aki ötven hajót hozott Észak-Angliából. Nagy hajó csak kevés volt közöttük, túlnyomó többségük nagyjából 25 katonát és tengerészt szállító bárka volt. Június 22-én kevéssel éjfél után indultak meg Sluys felé.
A francia egységek száma közben néhány flamand és spanyol bárka csatlakozásával 213-ra nőtt. A haditanácson a genovai Pietro Barbavera, a legtapasztaltabb tengerész aggodalmának adott hangot, hogy a torkolat nem hagy helyet a manőverezésre. Ezért azt javasolta, hogy a nyílt tengeren vegyék fel a harcot. A többi parancsnok nem értett vele egyet, mivel úgy gondolták, hogy a létszámfölény biztosítja nekik a győzelmet. Hugues Quiéret és Nicolas Béhuchet arra hivatkozott, hogy a nyílt tengeren az angolok megkerülhetik őket, és partra tehetik katonáikat.

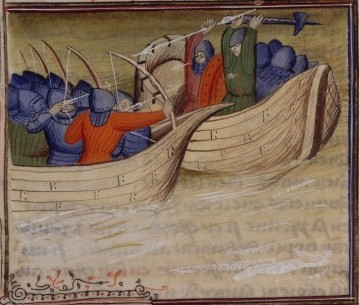
A csata korabeli ábrázolása

A franciák védelmi pozíciót vettek fel úgy, hogy hajóikat három sorba rendezték a torkolat szájánál a szárazföld és a Cadzand-sziget között. Az első sorban 19 nagyobb hajó állt, köztük az angoloktól elrabolt Christopher. A sorok hajóit láncokkal fűzték össze. Úgy vélték, hogy áttörhetetlen akadályt alakítanak így ki, mert az angolok kénytelenek lesznek a keskeny és magasított hajóorrok felől támadni.
Az angol flotta június 23-án délután, Blankenberghénél érte el a flamand partot. Szárazföldre tettek több veterán katonát, hogy derítsék fel a francia flotta helyzetét. A források nem értenek egyet abban, hogy kik vettek részt ebben a küldetésben. Négy nevet adnak megː Sir Robert Crawley, Sir John Crabbe, Sir Reginald Cobham és Sir John Chandos. A lovagokat egy flamand bárka vitte Sluyshoz, majd vissza a flottához. Jelentésükben ugyanarra a hibára mutattak rá, mint Barbavera, és ennek alapján a haditanács úgy döntött, másnap megtámadják a franciákat.
Az angolok június 24-én kora délután érték el a torkolatot. A hajók három sorban haladtak, a szél és a dagály segítette őket. A Nap mögöttük volt, így a franciák szemébe sütött. A francia sorok a várakozás közben kelet felé elmozdultak, egyes helyeken a hajók összetorlódtak. A láncok ebben a helyzetben több kárt okoztak, mint amennyi hasznot, ezért a francia admirálisok elkésett parancsot adtak a hajók elválasztására. Megpróbálták rendezni a soraikat és nyugatra tolódni. A Riche de Leure kivált az első sorból, és csatába bocsátkozott az angol előőrssel, majd nem sokkal ezután az angol hajók nekirohantak a franciáknak. Az angolok egyik első vesztesége a királyné udvarhölgyeit vitte fedélzetén.
Az első két sorban mindkét oldalon a legnagyobb hajók harcoltak, köztük Eduárd zászlóshajója, a Thomas, a francia oldalon pedig a kétszáz katonát hordozó St. Denis. A kor tengeri hadviselésének megfelelően a felek íjászai nyilakkal árasztották el az ellenséget, előkészítve így a terepet a megcsáklyázó, majd a fedélzetet elözönlő gyalogosoknak. Némely hajón volt kő- vagy dárdavető is, de ezeknek kevés hasznát vették.
Az angolok a várakozással ellentétben nem szemből rohamoztak, hanem a sorok elmozdulását kihasználva oldalról törtek a francia balszárnyra. Hosszúíjászaik messzebbről, pontosabban és gyorsabban lőttek, mint a francia (illetve genovai) számszeríjászok. Nagy pusztítást végeztek az ellenség soraiban, és gyakorlatilag letarolták a soron következő hajó fedélzetét, a gyalogosok előtt. Egy londoni szemtanú szerint a nyilak úgy záporoztak, mint a jégeső télen. A beszámolók egyetértenek abban, hogy elkeseredett harcot vívtak hajóról hajóra, és a mészárlás rettenetes volt. A franciák számbeli fölénye nem érvényesülhetett, mert a hátsó soroknak tétlenül kellett nézniük, hogy az angolok lenyilazzák-levágják bajtársaikat a frontvonalban — gyakorlatilag állva várták, hogy mikor kerül rájuk a sor.
Az első sort délután háromkor érték el és kora este törték át az angolok. Ezután nehezebb, magasabb koggéik a második francia sor kisebb hajói fölé tornyosultak, így most már a magasból támadták a kisebb hajók fedélzetét. Amikor nyilvánvalóvá vált, hogy az angolok nyerik az ütközetet, Sluysból és más közeli kikötőkből kis flamand hajók érkeztek a torkolathoz, és hátbatámadták a franciákat. Amikor besötétedett, a harmadik francia sor hajói kezdték elhagyni a csatateret; két hajó kivételével este tíz órára feladták a küzdelmet. Ezek egyike, a dieppe-i Saint-Jacques fedélzetén az angolok másnap reggel 400 halottat számoltak össze.
A francia veszteség emberéletben és hajóban egyaránt hatalmas volt. Az angolok elfoglaltak a 213 francia hajóból 190-et, köztük az Edwardot és a Christophert. A jobbszárnyra állított Barbavera hat gályája megszökött. Rajta kívül csak hat Dieppe-ből jött evezős hajónak és 13 további vízi járműnek sikerült kijutnia a torkolatból. Nagyon sok volt a halott, ugyanis az angolok az elfoglalt hajók teljes legénységét legyilkolták. Azokat, akiknek sikerült a vízbe vetniük magukat, és távolabbra úszni, a flamandok kihalászták, és agyonverték. A francia veszteséget 16-18 ezerre teszik. Maga Eduárd is azt írta fiának, hogy a tenger minden hulláma több és több holttestet sodor magával.

## Következmények
A csatában elesett Hugues Quiéret admirális, Nicolas Béhuchet pedig fogságba került. Őt Eduárd felakasztatta a hajója árbócára, mivel korábban angol tengerészeket mészároltatott le. Az ütközet eredményeként a francia flotta hosszú évekre megsemmisült, Eduárd pedig szinte ellenállás nélkül tehette partra katonáit.
A csata emlékére Eduárd új aranyérméket veretett, amelyeken ő látható, ahogy fején koronában, kezében pajzsot és kardot tartva hajója fedélzetén áll. Az érme annyira lenyűgözte az embereket, hogy sokan úgy gondolták, alkimisták munkája. A franciák erősítést küldtek a partvidékre; csak a Cotentin-félszigetre 1300 katona érkezett.
A hagyomány szerint a franciák veresége annyira elsöprő volt, hogy senki sem merte elmondani a királynak. Végül udvari bolondja hozta tudomására egy „tréfával”, amelyben a franciák bátorságát emelte ki azzal, hogy tömegesen ugráltak a tengerbe, míg a gyáva angolok mind hajóikon maradtak.

## Kapcsolódó cikk
- Százéves háború